# Palau de la Baiya
El Palau de la Baiya (قصر الباهية en àrab, ⵜⴰⴳⴰⴷⵉⵔⵜ ⵏ ⵍⴱⴰⵀⵢⴰ en amazic, Bāhiya, 'el bell', 'el brillant') és un palau antic del segle XIX, d'estil morisc islàmic, a Marràqueix, al Marroc. Actualment un museu, és una de les obres mestres de l'arquitectura marroquina i de l'art marroquí, un dels principals monuments del patrimoni cultural del país.
La major part de l'edificació s'atribueix a l'arquitecte Si Mohammed El Mekki (1857-1926), deixeble del capità Erckman, cap de l'administració colonial francesa a Marràqueix.

## Història

### Visir Si Moussa
Entre 1866 i 1867, Si Moussa (o Sī Mūsā), un poderós i ric gran visir del sultà Mulay Hasan (1836-1894), va fer construir la part nord d'aquest vast palau de 8.000 metres quadrats, en forma d'un vast jardí (el palau més imponent i sumptuós del Marroc de la seua època) al sud-est de la medina de Marràqueix, a prop de la plaça Djemà-el-Fna, als jardins de la Menara, de l'Agdal, el Palau El Badi i el Palau Reial de Marràqueix, de l'arquitecte marroquí Mohammed al-Makki.

Alguns enteixinats esculpits i pintats
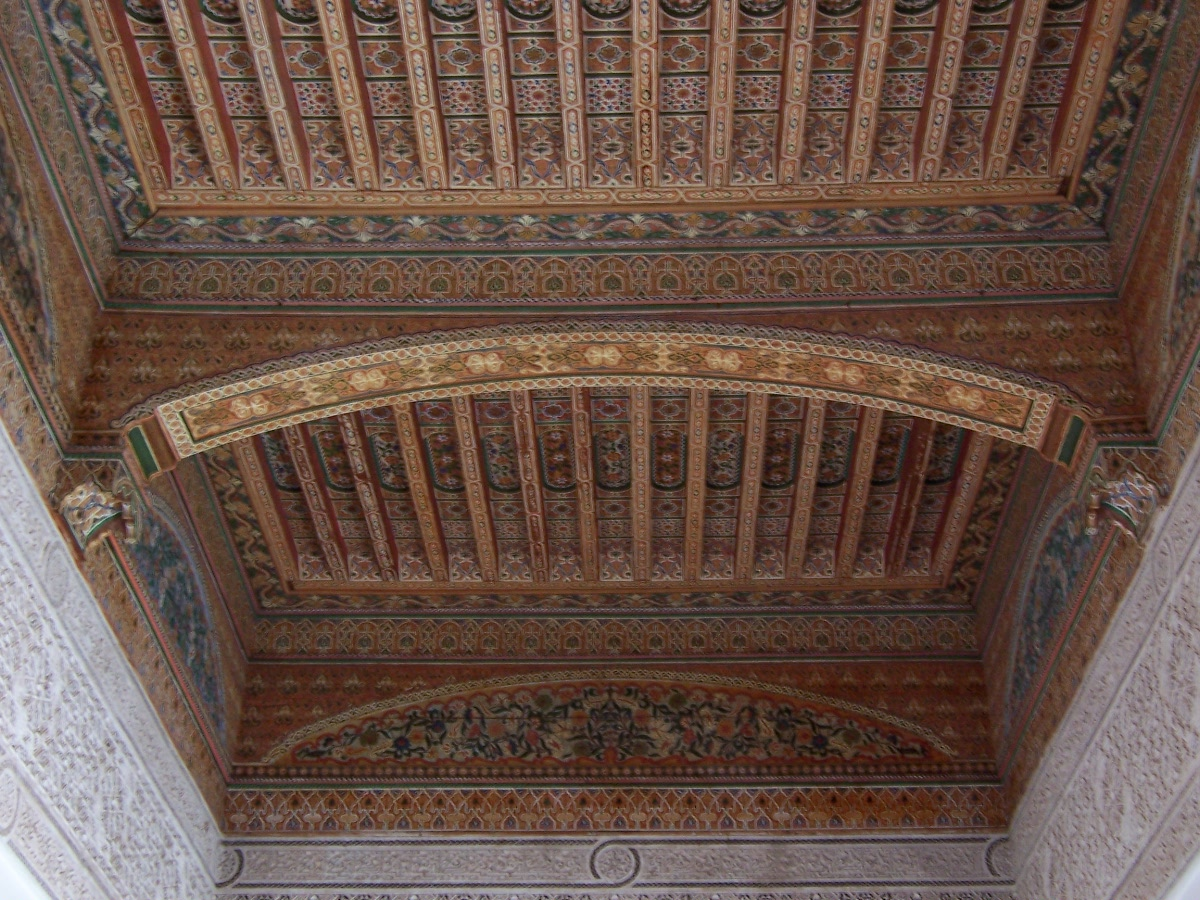
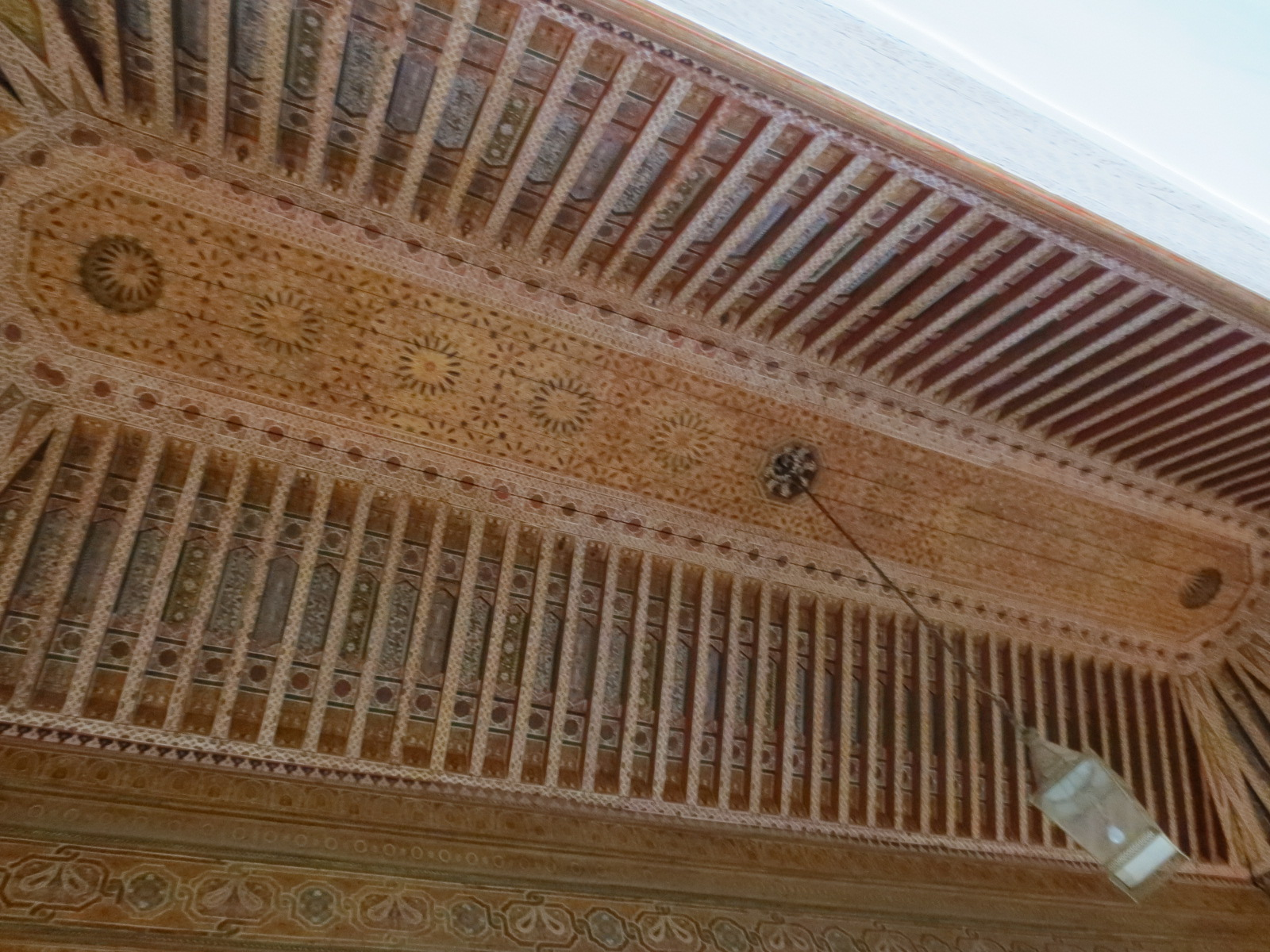
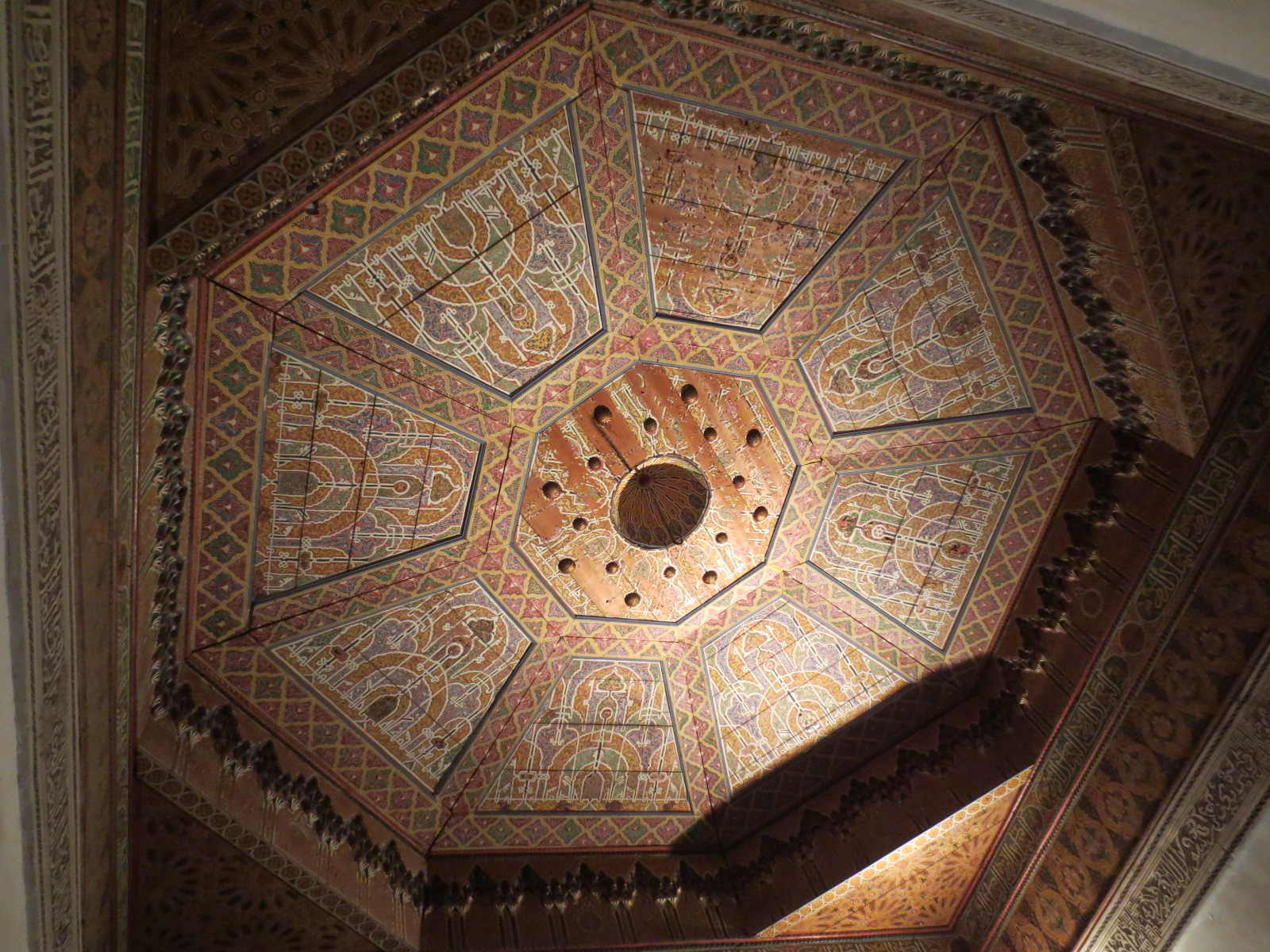
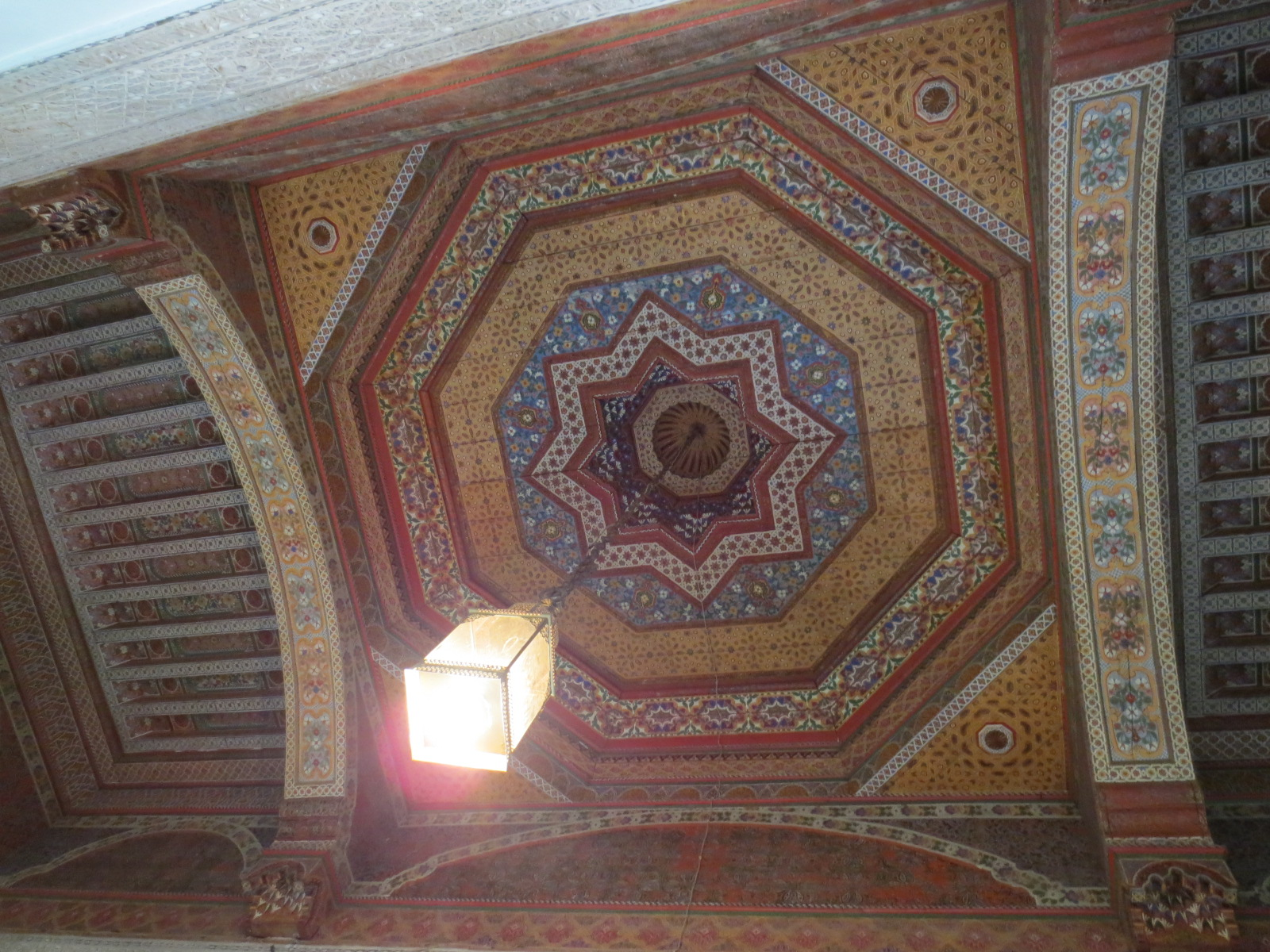
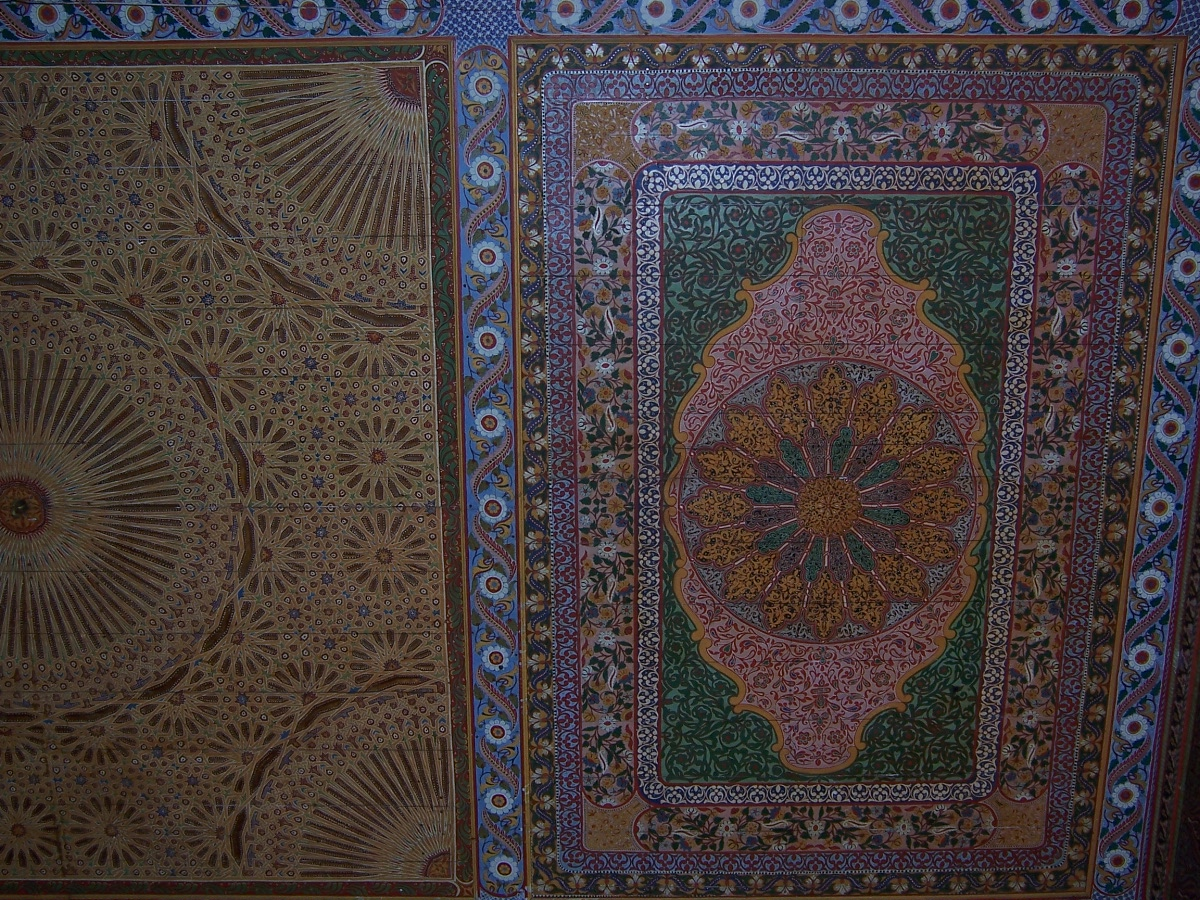
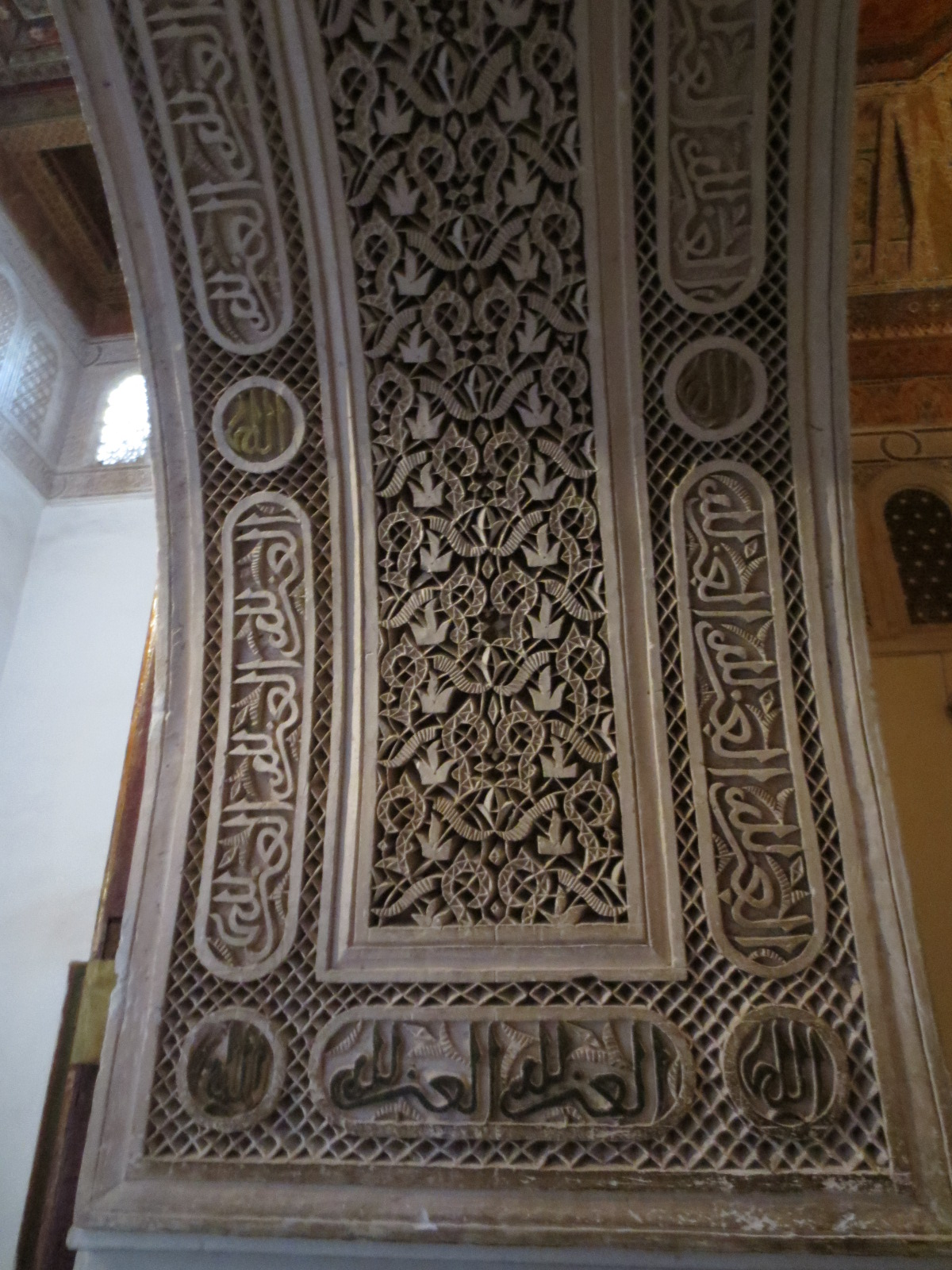
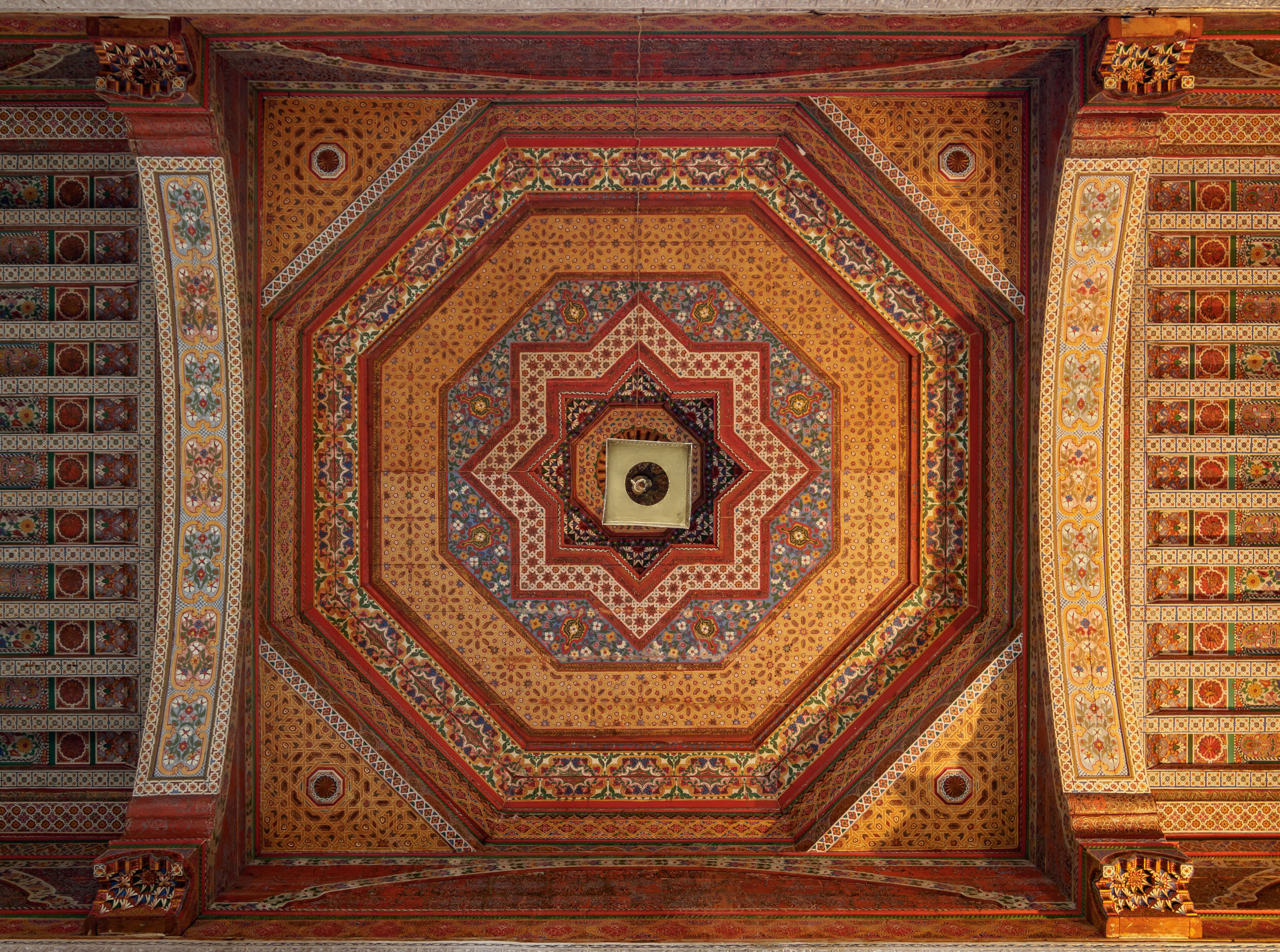

El Gran pati
Al nord del Gran pati hi ha un altre pati conegut com el Gran Riad. Amb habitacions adjacents, és la part més antiga del palau i data de l'època del pare de Ba Ahmed, Si Musa. El pati conté, com el seu nom indica, un jardí (riad) molt gran que encara té arbres del s. XIX. El jardí està flanquejat a est i oest per dues grans sales d'excel·lent decoració i una inscripció que data la construcció del 1866-67.

## En el cinema
- 1964: Cent mil dòlars al sol, d'Henri Verneuil i Pierre Michel Audiard (escena final al pati principal, amb Jean-Paul Belmondo i Lino Ventura).